# Reed, Arkansas
Reed là một thị trấn thuộc quận Desha, tiểu bang Arkansas, Hoa Kỳ. Năm 2010, dân số của thị trấn này là 141 người.

## Dân số
- Dân số năm 2000: 275 người.
- Dân số năm 2010: 141 người.